# ريتشاردسون سبرينغز
ريتشاردسون سبرينغز تجمع سكاني تقع إدارياً ضمن مقاطعة بوت (كاليفورنيا) في الولايات المتحدة.